# Richard Orlinski

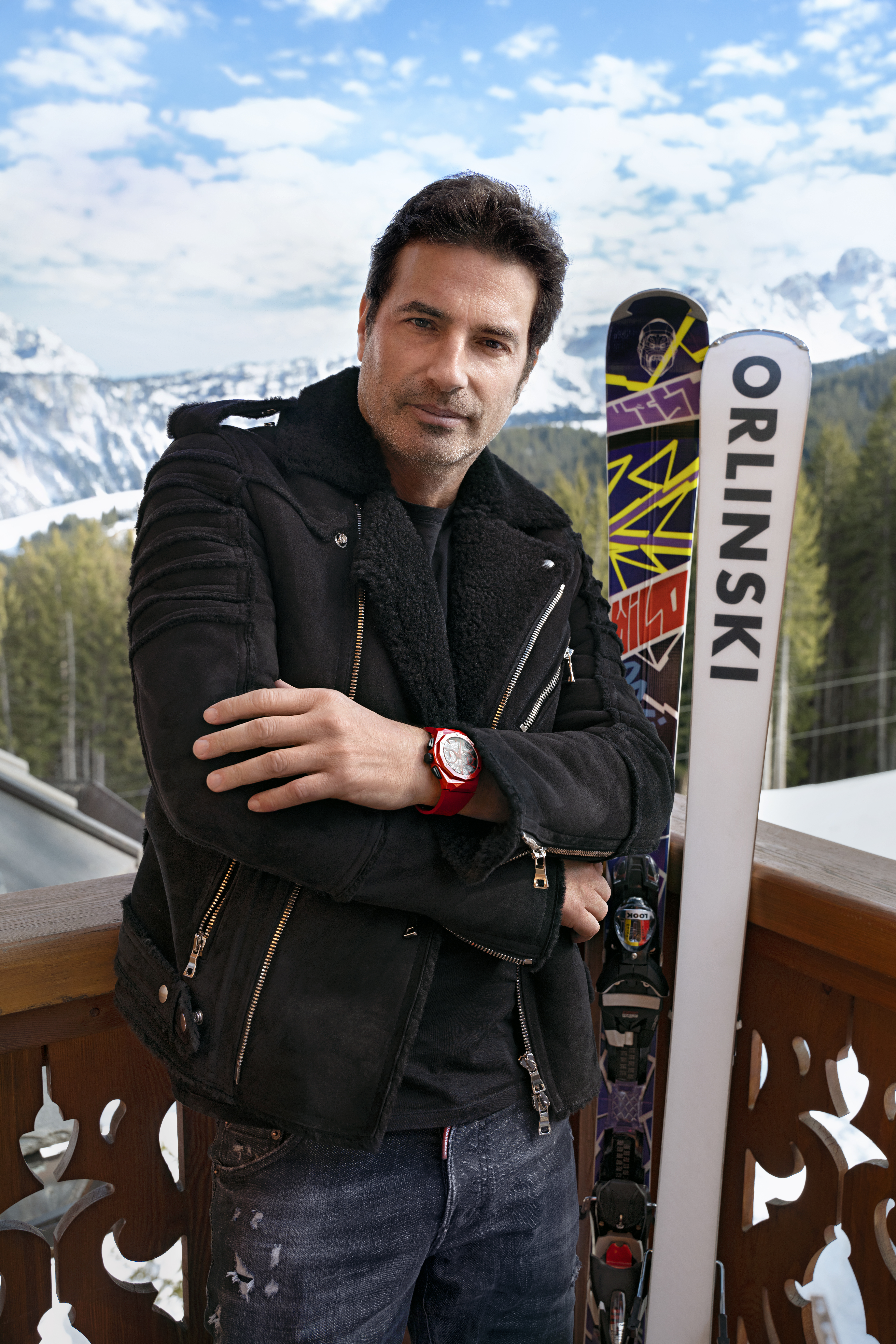
Richard Orlinski

Richard Orlinski (* 19. Januar 1966 in Paris) ist ein französischer Popmusik-Sänger. Außerdem arbeitet er als Bildhauer.

## Biografie
Orlinski ist in Paris geboren und aufgewachsen. Nach seinem Studium in Neuilly-sur-Seine erwarb er einen Bachelor-Abschluss in Wirtschaftswissenschaften, anschließend einen DEUG-Abschluss an der Universität Paris-1 und arbeitete anschließend am Pariser Institut für Internationales Management.
Schon als Student wandte er sich der Kunst zu. Nach verschiedenen Berufen und der Ausübung der Kunst als Amateur beschloss er Anfang der 2000er-Jahre, sich ganz der Kunst zu widmen. Er gab seine berufliche Tätigkeit auf und arbeitete zwei Jahre lang, bevor er 2004 seine erste Skulptur der Öffentlichkeit präsentierte.
Orlinski wurde 2010 wegen der Fälschung eines Leuchttisches des Künstlers Yves Klein verurteilt.
Mit der niederländischen Sängerin Eva Simons hatte er 2016 den Nummer-eins-Hit Heartbeat. Seither machte sich Orlinski vor allem als Sänger einen Namen. Immer wieder arbeitete er mit anderen Musikern zusammen, darunter Anna Zak, Fat Joe, Nicky Jam und Tory Lanez.

## Diskografie
- 2016: Heartbeat (mit Eva Simons)
- 2017: Paradise (feat. Evangeline)
- 2017: On My Way (feat. Nyanda)
- 2018: Gravity (feat. Anna Zak & Fat Joe)
- 2019: Forever Young (feat. Carl Vermont)
- 2019: Dale (DJ Joss & Luyanna feat. Richard Orlinski)
- 2022: I See (mit Nicky Jam & Tory Lanez feat. Jon Z & Preston Harris & Dawty Music)
- 2022: Coco (avec 2Pillz)